# Хаос (фильм, 1984)
«Хаос» (итал. Kaos) — кинофильм режиссёров Паоло и Витторио Тавиани, вышедший на экраны в 1984 году. Картина снята по мотивам рассказов нобелевского лауреата в области литературы Луиджи Пиранделло.

## Сюжет
Фильм начинается с цитаты из Пиранделло: Я сын Хаоса, не аллегорически, а подлинный, так как я родился в местности Кавуси, название которой происходит от греческого слова Хаос. Действие происходит на Сицилии в конце XIX — начале XX века.
Фильм состоит из нескольких эпизодов:
- Пролог. Ворон из Миццаро: ворон снёс яйцо, чем вызвал возмущение у крестьян, которые собираются наказать его за то, что он «опозорил» мужчин. Птица появляется в начале каждого эпизода.
- Другой сын: пожилая женщина, чьи сыновья много лет назад уехали в Америку, хочет отправить им письмо с новой партией эмигрантов. Вскоре появляется ещё один её сын, который по-прежнему живёт на родине, однако мать не хочет видеть его. Доктор, сопровождающий группу путешественников, хочет знать причину такого отношения матери к сыну, и женщина рассказывает ему свою историю...
- Лунная болезнь: одиноко живущий крестьянин, имеющий неплохое хозяйство, представляется окрестным матерям невест завидным женихом, однако у него есть тайна — в полнолуние он теряет рассудок, а потом совершенно не помнит, что произошло в это время. Однако девушка, всё-таки ставшая женой крестьянина по воле матери, решает использовать состояние мужа для маскировки своих амурных приключений…
- Кувшин: богатый землевладелец приглашает специалиста для ремонта огромного кувшина для оливкового масла. Ремесленник выполняет работу, но оказывается замурованным внутри сосуда. Землевладелец требует от него покинуть кувшин, не повредив его…
- Реквием: барон отказывает крестьянам в праве хоронить своих усопших рядом с посёлком, в итоге последним приходится погребать их на достаточно большом расстоянии. Оказывается, что крестьяне самовольно поселились на хозяйской земле, а создание кладбища приведёт к окончательному её отторжению. Поэтому барон отказывает крестьянам в такой возможности. Однако старейшина крестьян решается на радикальные действия.
- Эпилог. Беседа с матерью: писатель приезжает в родовое поместье и разговаривает со своей умершей матерью о воспоминаниях её детства.

## В ролях
- Маргарита Лосано — Марияграция
- Клаудио Бигальи — Бата
- Омеро Антонутти — Луиджи Антонутти
- Франко Франки — Зи’Дима
- Бьяджо Бароне — Сальваторе
- Реджина Бьянки — мать Пиранделло
- Чиччо Инграссия — дон Лолло
- Энрика Мария Модуньо — Сидора
- Нэлло Аккарди — крестьянин
- Энзо Алесси — адвокат

## Награды и номинации
- 1985 — две премии «Давид ди Донателло»: лучший продюсер (Джулиани Де Негри) и лучший сценарий (братья Тавиани, Тонино Гуэрра). Кроме того, лента была номинирована в трех категориях: лучший фильм, лучший режиссёр (братья Тавиани), лучшая музыка (Никола Пьовани).
- 1985 — премия «Серебряная лента» Итальянского национального синдиката киножурналистов за лучший сценарий (братья Тавиани, Тонино Гуэрра).